# Serie A 2007-2008 (rugby a 15 femminile)
La serie A 2007-08 fu il 17º campionato di rugby a 15 femminile di prima divisione organizzato dalla Federazione Italiana Rugby e il 24º assoluto.
Si tenne dal 14 ottobre 2007 al 4 maggio 2008 tra 8 squadre che si affrontarono in una prima fase a girone unico e in una successiva a play-off tra le prime quattro classificate della prima fase; a disputarsi la finale allo Zaffanella di Viadana furono, per la sesta edizione consecutiva, le corregionarie Red Panthers, formazione femminile del Benetton, e il Riviera del Brenta di Mira, con le lagunari in vantaggio 3-2 nei cinque precedenti: fu Treviso a pareggiare il conto imponendosi nettamente 58-5 vincendo il suo 14º scudetto ufficiale (e 21º assoluto) su 17 edizioni di campionato organizzato dalla F.I.R.
Il torneo vide anche, per la prima volta a livello di competizioni ufficiali, la designazione di un arbitro donna per un incontro di finale, la pratese Barbara Guastini.
A retrocedere fu il Grazia Deledda, formazione sarda con sede a Sinnai.

## Formula
Il campionato si divise in due fasi, una stagione regolare a gironi e una a eliminazione diretta o a play-off.
Nella stagione regolare le otto squadre del girone unico si incontrarono in partite d'andata e ritorno secondo le regole all'italiana e la classifica risultante fu stilata secondo il criterio dell'Emisfero Sud (4 punti a vittoria, 2 punti per il pareggio, 0 punti per la sconfitta, eventuale punto di bonus per ogni squadra autrice di 4 o più mete in un singolo incontro, ulteriore eventuale punto di bonus alla squadra sconfitta con 7 o meno punti di scarto).
Nei play-off, tutti in gara unica, la prima e la seconda della stagione regolare affrontarono in casa rispettivamente la quarta e la terza in semifinale.
Le vincitrici delle due semifinali si incontrarono in gara unica, per la prima volta in Lombardia, allo stadio Luigi Zaffanella di Viadana, in provincia di Mantova.

## Squadre partecipanti

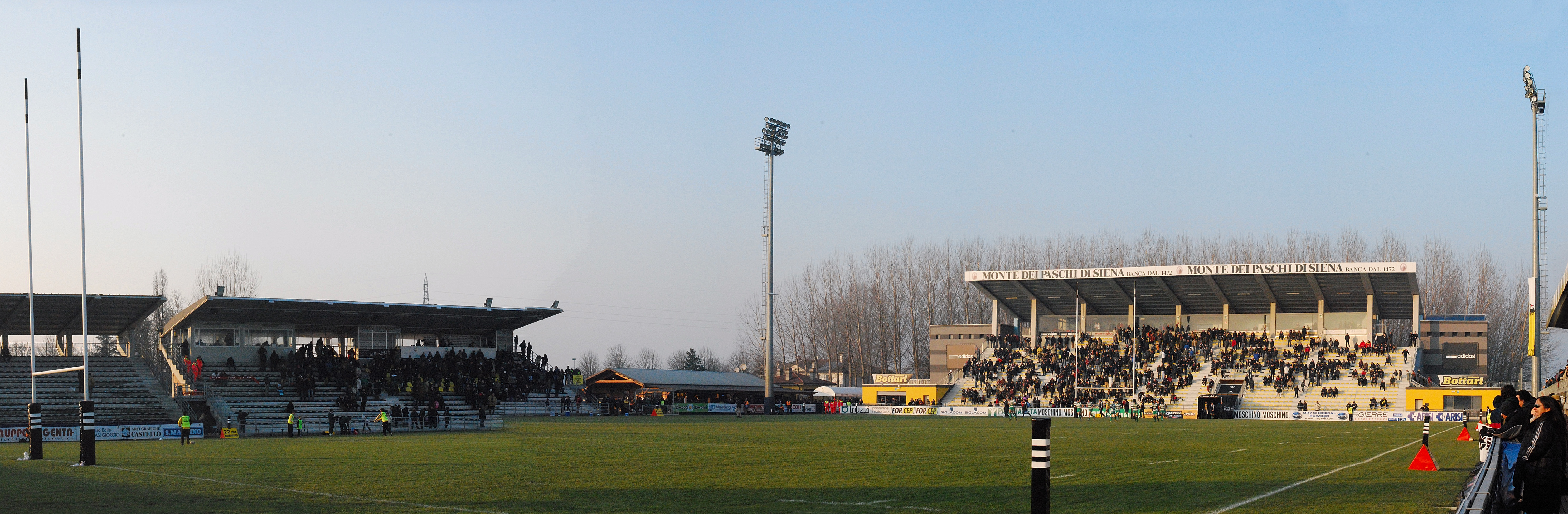
Lo stadio Zaffanella di Viadana, sede della finale

- Grazia Deledda (Sinnai)
- Le Lupe (Piacenza)
- Monza
- Orso (Biella)
- Pesaro
- Red & Blu (Roma)
- Red Panthers (Treviso)
- Riviera del Brenta (Mira)

## Stagione regolare

### Risultati
| 14-10-2007 | 1ª/8ª giornata         | 9-12-2007 |
| ---------- | ---------------------- | --------- |
| 0-35       | Grazia Deledda — Monza | 0-63      |
| 5-8        | Le Lupe — Riviera      | 3-6       |
| 5-90       | Orso — Red Panthers    | 17-108    |
| 22-10      | Pesaro — Red & Blu     | 5-32      |
|            |                        |           |

| 4-11-2007 | 4ª/11ª giornata         | 20-1-2008 |
| --------- | ----------------------- | --------- |
| 13-6      | Monza — Red & Blu       | 10-8      |
| 7-7       | Orso — Le Lupe          | 0-32      |
| 20-10     | Pesaro — Grazia Deledda | 7-0       |
| 52-12     | Red Panthers — Riviera  | 37-0      |
|           |                         |           |

| 2-12-2007 | 7ª/14ª giornata               | 13-4-2008 |
| --------- | ----------------------------- | --------- |
| 0-44      | Grazia Deledda — Red Panthers | 0-87      |
| 12-5      | Monza — Orso                  | 63-0      |
| 8-5       | Red & Blu — Le Lupe           | 19-5      |
| 44-7      | Riviera — Pesaro              | 46-0      |

| 21-10-2007 | 2ª/9ª giornata           | 16-12-2008 |
| ---------- | ------------------------ | ---------- |
| 6-3        | Monza — Le Lupe          | 6-0        |
| 27-12      | Red & Blu — Orso         | 30-10      |
| 109-0      | Red Panthers — Pesaro    | 59-0       |
| 64-0       | Riviera — Grazia Deledda | 29-0       |
|            |                          |            |

| 18-11-2007 | 5ª/12ª giornata       | 30-3-2008 |
| ---------- | --------------------- | --------- |
| 10-34      | Grazia Deledda — Orso | 7-13      |
| 0-10       | Le Lupe — Pesaro      | 5-5       |
| 10-27      | Monza — Red Panthers  | 0-63      |
| 17-19      | Riviera — Red & Blu   | 9-21      |

| 28-10-2007 | 3ª/10ª giornata            | 13-1-2008 |
| ---------- | -------------------------- | --------- |
| 0-36       | Grazia Deledda — Red & Blu | 0-63      |
| 0-80       | Le Lupe — Red Panthers     | 7-56      |
| 10-14      | Orso — Pesaro              | 5-32      |
| 17-5       | Riviera — Monza            | 5-5       |
|            |                            |           |

| 25-11-2007 | 6ª/13ª giornata          | 6-4-2008 |
| ---------- | ------------------------ | -------- |
| 78-0       | Le Lupe — Grazia Deledda | 61-0     |
| 17-27      | Orso — Riviera           | 0-80     |
| 5-27       | Pesaro — Monza           | 7-36     |
| 6-39       | Red & Blu — Red Panthers | 7-49     |

### Classifica
| Pos | Squadra        | G  | V  | N | P  | PF  | PS  | DP   | BMP | Pt |
| --- | -------------- | -- | -- | - | -- | --- | --- | ---- | --- | -- |
| 1   | Red Panthers   | 14 | 14 | 0 | 0  | 900 | 54  | +846 | 14  | 70 |
| 2   | Monza          | 14 | 10 | 1 | 3  | 291 | 146 | +145 | 5   | 47 |
| 3   | Riviera        | 14 | 9  | 1 | 4  | 364 | 171 | +193 | 7   | 45 |
| 4   | Red & Blu      | 14 | 9  | 0 | 5  | 292 | 196 | +96  | 7   | 43 |
| 5   | Pesaro         | 14 | 6  | 1 | 7  | 134 | 393 | −259 | 3   | 29 |
| 6   | Le Lupe        | 14 | 3  | 2 | 9  | 211 | 211 | 0    | 8   | 24 |
| 7   | Orso           | 14 | 2  | 1 | 11 | 125 | 539 | −414 | 3   | 13 |
| 8   | Grazia Deledda | 14 | 0  | 0 | 14 | 27  | 634 | −607 | −6  | −6 |

## Fase aplay-off
|  | Semifinali | Semifinali         | Semifinali         |                    |              | Finale       | Finale | Finale |  |
|  |            |                    |                    |                    |              |              |        |        |  |
|  | 1          | Red Panthers       | 48                 |                    |              |              |        |        |  |
|  | 1          | Red Panthers       | 48                 |                    |              |              |        |        |  |
|  | 4          | Red & Blu          | 5                  |                    |              |              |        |        |  |
|  | 4          | Red & Blu          | 5                  |                    | Red Panthers | Red Panthers | 58     |        |  |
|  |            |                    |                    |                    | Red Panthers | Red Panthers | 58     |        |  |
|  |            |                    | Riviera del Brenta | Riviera del Brenta | 5            |              |        |        |  |
|  | 2          | Monza              | Riviera del Brenta | Riviera del Brenta | 5            | 17           |        |        |  |
|  | 2          | Monza              |                    |                    |              |              |        |        |  |
|  | 3          | Riviera del Brenta | 22                 |                    |              |              |        |        |  |

### Semifinali
| Arbitro: | Salvini (Firenze) |

|                                                                                |    |             |
| Barattin 5’, 40’ Furlan 16’, 60’ G. Bado 35’ Colusso 41’ Peron 68’ Renosto 70’ | mt | 27’ Mariani |
| Tondinelli 35’, 40’, 68’, 70’                                                  | tr |             |

| Arbitro: | Guerzoni (Ferrara) |

|                        |      |                                          |
| Petese 38’ Gaudino 50’ | mt   | 10’ Vigato 19’ M.D. Veronese 41’ Pizzati |
| Miccoli 38’ Klobas 50’ | tr   | 10’, 29’ Valentina Schiavon              |
| Miccoli 32’            | c.p. | 24’ Valentina Schiavon                   |

### Finale
| Arbitro: | Barbara Guastini (Prato) |

| |              | |
| Furlan 2’ L. Stefan 11’ Tondinelli 18’ Renosto 20’, 30’ Colusso 28’, 43’ G. Bado 39’ Carlet 80+2’                                                                                           | mt           | 42’ M.D. Veronese |
| Tondinelli 11’, 20’, 28’ Barattin 43’, 80+2’ | tr           | |
| Peron 80+5’ | drop         | |
| · Barattin · Furlan · Colusso · Peron · 67’ F. Renosto · 50’ Tondinelli · Costa · G. Bado · 61’ Agostinelli · A. Bado · F. Gallina · 61’ Severin · Innocente · L. Stefan (c) · 65’ Franchin | Formazioni   | · Zampieri 78’ · S. Gabrieli · M.D. Veronese · Pizzati (c) · Molic 75’ · Zangirolami · Valentina Schiavon · Toniolo 44’ · Bettin · Vigato 70’ · Fattori · Basso 69’ · Bonaldi 77’ · Giraudo · Gastaldi |
| · 50’ Carlet · 61’ Menuzzo · 61’ Tronchin · 67’ R. Gallina · 67’ Oraria | Sostituzioni | · Boscain 44’ · Scarin 69’ · Nespoli 70’ · C. Gabrieli 75’ · Gavagnin 77’ · Ceradini 78’ |
| Antonella Rossetti | Allenatori   | Mario Schiavon |

## Verdetti
- Red Panthers: campione d'Italia
- Grazia Deledda: retrocessa in serie B